# Mario Acevedo Ruiz
Mario Francisco Acevedo Ruiz (Managua, Nicaragua, 12 de julio de 1972) es un exfutbolista y entrenador nicaragüense que jugaba en la posición de Centrocampista (Mediapunta). 
Militó en varios clubes de la Liga Nacional de Fútbol de Guatemala, el más famoso es el Comunicaciones Fútbol Club (campeón en 1997 de la liga nacional de Guatemala. En este club dirigió a la categoría sub-17 antes de ser asistente técnico de Ronald González (2011/2012).
Durante muchos años fue el único legionario nicaragüense y en 2021 marcó un hito para la historia del fútbol nicaragüense al ser designado en la dirección técnica del FC Santa Lucía Cotzumalguapa un equipo de liga superior de Guatemala. Algo que no había conseguido nadie nacido en Nicaragua desde 1946 cuando lo hizo Hernán Bolaños Ulloa.
El domingo 23 de mayo de 2021, se convirtió en el primer director técnico nicaragüense de la historia en coronarse Campeón en una liga extranjera y en su temporada de debut lográndolo con el equipo FC Santa Lucía Cotzumalguapa.

## Vida personal
En 1977, con apenas cinco años, sus padres Mariano Acevedo y Silvia Ruiz debieron dejar su natal Nicaragua a causa de los conflictos políticos previo al derrocamiento de Anastasio Somoza Debayle. Se radicaron en Ciudad de Guatemala y desde entonces el futbol fue parte de su vida. 
Obtuvo una licenciatura en mercadotecnia en 1997 y un diplomado en comercio internacional en el año 2000.
Después de su retiro deportivo trabajó como gerente de sucursal en la empresa deportiva Futeca a la par que se preparaba como entrenador de fútbol.

## Carrera deportiva

### Inicio
Inició su carrera en las canchas del Centro Juvenil Salesiano (CEJUSA), más tarde fue llamado a las filas de CSD Municipal, donde debutó en el torneo Copa de Guatemala en 1992.

### Selección de Nicaragua
En 2001 fue convocado por Nicaragua para las eliminatorias CONCACAF al Mundial de Corea y Japón 2002 (Grupo 5).
Debutó con la selección de Nicaragua el 11 de febrero de 2003 en la copa UNCAF 2003 en Panamá. También jugó la copa UNCAF 2005 en Guatemala.
Jugó un total de 11 partidos internacionales con su selección.

### Entrenador
En 2014 fue asistente técnico del argentino Iván Franco Sopegno quien dirigía a la selección mayor de Guatemala, debutando contra Nicaragua en agosto del mismo año.

## Clubes

### Como jugador
| Club           | País      | Año       |
| -------------- | --------- | --------- |
| CSD Municipal  | Guatemala | 1992-1994 |
| Comunicaciones | Guatemala | 1994-1998 |
| Universidad SC | Guatemala | 1998-1999 |
| Azucareros     | Guatemala | 1999-2001 |
| Antigua GFC    | Guatemala | 2001-2007 |

### Como entrenador
| Club                         | País      | Año  |
| ---------------------------- | --------- | ---- |
| FC Santa Lucía Cotzumalguapa | Guatemala | 2021 |

## Palmarés

### Como jugador

#### Títulos nacionales
| Competición   | Equipo         | País      | Año  |
| ------------- | -------------- | --------- | ---- |
| Liga Nacional | Municipal      | Guatemala | 1994 |
| Liga Nacional | Comunicaciones | Guatemala | 1995 |
| Liga Nacional | Comunicaciones | Guatemala | 1997 |
| Liga Nacional | Comunicaciones | Guatemala | 1998 |

### Como entrenador

#### Títulos nacionales
| Título        | Club                      | País      | Año           |
| ------------- | ------------------------- | --------- | ------------- |
| Liga Nacional | Santa Lucía Cotzumalguapa | Guatemala | Clausura 2021 |